# Тёмная звезда (ньютоновская механика)
Тёмная звезда — гипотетический астрономический объект, обладающий такой массой, что для него вторая космическая скорость равна скорости света или превышает её, но при этом описываемый ещё в рамках ньютоновской механики. Любое излучение с поверхности этого объекта в силу величины второй космической скорости оказывается в «ловушке», и, таким образом, этот объект является «тёмным», то есть неразличимым в каком-либо диапазоне, в связи с чем и возникло название.
В отличие от чёрных дыр, тёмные звёзды считаются достаточно стабильными (не склонными к гравитационному коллапсу)

## История исследований тёмных звёзд

### Концепция Джона Мичелла
Первое теоретическое обоснование существования тёмных звёзд выдвинул английский священник и астроном Джон Мичелл в письме Генри Кавендишу 1783 года (опубликовано Лондонским Королевским обществом в 1784). Мичелл подсчитал, что когда вторая космическая скорость на поверхности звезды будет равна скорости света или больше неё, излучаемый этим небесным телом свет окажется в гравитационной ловушке, и такие звёзды станут недоступны для наблюдения.
Идея Мичелла для расчёта количества таких «невидимых» звёзд предвосхитила работу астрономов XX века: он предположил, что в определённом количестве двойных звезд один из компонентов может быть как раз «тёмной звездой», и зная массу двойных звёзд, можно вычислить местонахождение невидимых компонентов. Это позволило бы обеспечить статистическую основу для расчёта количества других разновидностей невидимого звёздного вещества, которые могут присутствовать в звёздных системах.

### Тёмные звезды и гравитационные сдвиги
Мичелл также предположил, что будущие астрономы могли бы определить силу тяжести на поверхности звезды, отследив, насколько свет звезды смещён к концу спектра, предвосхитив соображения А.Эйнштейна о гравитационном смещении 1911 года. При этом предсказания Мичелла в отношении направления спектрального сдвига были ошибочны (он ссылался на работы И.Ньютона, который полагал, что более массивные частицы связаны с бо́льшими длинами волн).

### Лаплас и тёмные звезды
В 1796 году французский математик и астроном Пьер-Симон Лаплас независимо от Мичелла высказал ту же идею о тёмных звёздах в своём труде «Изложение системы мира». Впрочем, из более поздних изданий книги идея тёмных звёзд была удалена; по-видимому, в связи с развитием волновой теории света, согласно которой свет считался волной, не имеющей массы и, следовательно, не зависящей от силы гравитации.

### Косвенные излучения
У тёмных звёзд, как и у чёрных дыр, вторая космическая скорость равна скорости света или больше неё, а критический радиус R ≤ 2M. Тем не менее тёмная звезда способна испускать косвенное излучение — внешнее излучение и космические частицы могут достигать критической поверхности r = 2M и за её пределами взаимодействовать с другими частицами или получать ускорение от случайной встречи с другими объектами. Тёмная звезда, таким образом, формирует вокруг себя разрежённую атмосферу «частиц-посетителей», и этот призрачный ореол может излучать свет, хотя и слабый.

## Сравнение с чёрными дырами

### Радиационные эффекты
Чёрные дыры, согласно современным представлениям, способны испускать излучение другого рода, нежели тёмные звезды, — излучение Хокинга, предсказанное в 1974 году. Косвенное излучение, испускаемое тёмной звездой, зависит от её состава и структуры; излучение Хокинга, согласно теореме об отсутствии волос, зависит только от массы чёрной дыры, её заряда и момента импульса , хотя информационный парадокс подвергает это сомнению.

### Эффекты искривления света
Аппарат ньютоновской механики описывает величину гравитационного отклонения света (Ньютон, Кавендиш, Зольднер), в то время как общая теория относительности предсказывает эту величину вдвое большей. Разницу можно объяснить дополнительным вкладом кривизны пространства-времени в современных теориях: в то время как ньютоновская гравитация аналогична пространственно-временной компоненте тензора кривизны общей теории относительности, тензор кривизны также содержит чисто пространственные компоненты, и обе формы кривизны вносят вклад в общее отклонение.